# Gornjak (Region Altai)
Gornjak (russisch Горняк) ist eine Stadt in der Region Altai im südlichen Westsibirien (Russland) mit 13.918 Einwohnern (Stand 14. Oktober 2010).

## Geografie
Die Stadt liegt in den nordwestlichen Ausläufern des Altai (Kolywankamm), in den Steppengebieten nahe der Grenze zu Kasachstan etwa 360 km südwestlich der Regionshauptstadt Barnaul. Durch die Stadt fließt die Solotucha, ein linker Nebenfluss des Alei.
Die Stadt Gornjak ist Verwaltungszentrum des Rajons Lokot.
Gornjak liegt an der Eisenbahnstrecke Lokot – Öskemen – Ridder bzw. Syrjanowsk (Station Newerowskaja). Die Strecke wird, obwohl hier etwa 70 Kilometer über russisches Territorium führend, von der Kasachischen Staatseisenbahn (Kasachstan Temir Scholy) betrieben, da sie hauptsächlich das Gebiet Ostkasachstan erschließt.

## Geschichte
An Stelle der heutigen Stadt bestand seit dem 18. Jahrhundert das Dorf Solotucha. Von 1751 bis zur Mitte des 19. Jahrhunderts wurden hier erstmals Erze abgebaut (Solotucha-Bergwerk). 1939 wurde die Förderung wieder aufgenommen und das Dorf entwickelte sich zu einer Bergarbeitersiedlung. 1942 erfolgte die Vergabe des heutigen Namens (russisch für Bergarbeiter), 1946 erhielt der Ort den Status einer Siedlung städtischen Typs und 1969 Stadtrecht.

### Bevölkerungsentwicklung
| Jahr | Einwohner |
| ---- | --------- |
| 1959 | 13.866    |
| 1970 | 16.643    |
| 1979 | 15.967    |
| 1989 | 15.833    |
| 2002 | 15.779    |
| 2010 | 13.918    |

Anmerkung: Volkszählungsdaten

## Kultur und Sehenswürdigkeiten
In Gornjak gibt es ein kleines Heimatmuseum mit Schwerpunkt auf der Bergbaugeschichte des Gebietes. Im Rajon sind verschiedene Überreste früheren Bergbaus aus dem 18. bis 19. Jahrhundert erhalten, so die Silberhütte (1782–1892) und Kupferhütte (1727–1896) im Dorf Lokot.
Ebenfalls bei Lokot und dem Dorf Sowetski Put wurde ein Komplex von Siedlungsüberresten und Kurganen aus dem 2. bis. 1. Jahrtausend v. Chr. entdeckt.

## Wirtschaft
Grundlage der Wirtschaft sind Bergbau und Weiterverarbeitung (Anreicherung) der geförderten Kupfer-, Zink-, Blei- und Zinnerze (Altaipolimetall). Daneben gibt es Lebensmittelindustrie auf Grundlage der im Rajon produzierten landwirtschaftlichen Erzeugnisse.